# Sarothroceras tessmanni
Sarothroceras tessmanni là một loài bướm đêm trong họ Noctuidae.